# Краново
Кра́ново (болг. Краново) — село в Силістринській області Болгарії. Входить до складу общини Кайнарджа.

## Населення
За даними перепису населення 2011 року у селі проживали 92 особи, з них 91 особа (98,9%) — болгари.
Розподіл населення за віком у 2011 році:
Динаміка населення: